# Beothukus complicatus
Beothukus complicatus is een schietmot uit de familie Phryganeidae. De soort komt voor in het Nearctisch gebied.